# De riolen van Tollembeek
De riolen van Tollembeek is het 40ste album in de stripreeks De avonturen van Urbanus en verscheen in 1993.

## Plot
Omdat in het vorige verhaal (Leute voor de meute) Urbanus aan zijn terechtstelling ontsnapt, moeten hij en zijn vrienden voor de rechter verschijnen. De rechter veroordeelt hen tot de doodstraf. Actievoerende boeren  laten plots een hele hoop mest de zaal binnenstromen. Cesar komt tot een akkoord met de rechter: als Urbanus en zijn vrienden alles opruimen, worden ze vrijgesproken. Zo gezegd zo gedaan. Ze boren alle mest in de grond en even later komt die er in Australië er weer uit. De plaatselijke bewoners zijn hier niet blij mee en sturen alles weer terug naar Tollembeek. Urbanus en co worden opnieuw achternagezeten door agenten René en Modest. De vrienden vluchten daarom het riool in.